# Мюллер, Детлеф
Детлеф Мюллер (после смены имени Метин Мерт; род. 21 мая 1965 года в Дуйсбурге) — бывший немецкий и турецкий футболист, а также тренер вратарей.

## Биография
Свою карьеру будущий вратарь начинал не в воротах, а в качестве полевого игрока в «Ванхейм 1900» на юге Дуйсбурга. Из-за травмы основного вратаря Детлеф Мюллер стал на ворота по ходу игры. Это стало началом его вратарской карьеры. Также на молодёжном уровне он играл за «Дуйсбург 1900» и «Гомберг», откуда он затем перешёл в «Бохум», с которым и подписал свой первый профессиональный контракт. В 1985 году 20-летний футболист перешёл в «Вестфалия 04» из Оберлиги «Вестфалия», где он быстро стал любимцем болельщиков благодаря своей открытости и смелым сейвам. Вместе с клубом и он занял третье место в сезоне 1986/87 и второе место в сезоне 1987/88. Во время игры за «Вестфалию» Мюллеру предсказывали успешную карьеру. Он играл за клуб до 1988 года.
Во время отпуска в Турции, когда Мюллер играл в пляжный футбол, к нему подошёл бывший игрок дортмундской «Боруссии» Эрдал Кесер, который и предложил ему попробовать свои силы в Турции. В 25 лет Детлеф Мюллер перешёл в «Сарыер». Он утвердился в турецком клубе и быстро стал любимцем болельщиков, которые дали ему прозвище «Пантера Босфора». Через пять лет вратарь стал гражданином Турции, развёлся со своей женой и женился на турчанке, принял ислам и взял имя Метин Мерт. С 1995 по 1997 год он играл за «Трабзонспор» и вместе с клубом принял участие в Кубке УЕФА 1996/97. После двух первых побед они проиграли будущему обладателю титула «Шальке 04». С 1997 по 2002 год он выступал за «Коджаэлиспор» и в 2002 году выиграл кубок Турции. В возрасте 39 лет он один сезон защищал ворота команды второго дивизиона «Антальяспор». Всего в Турции он сыграл более 300 матчей с 1989 по 2004 год.